# جورجينا عصفور
جورجينا عصفور هي مخرجة سينمائية فلسطينية. عملت ممثلة في المجال المسرحي، ومساعدة مخرج ومديرة إنتاج في كثير من المسرحيات والأعمال السينمائية منها مسرحية الزير سالم. قامت بإخراج ثلاثة أفلام قصيرة بين الأعوام 2005 و2011. تعمل الأن في متابعة وتدقيق النصوص في المجال السينمائي. شاركت أفلامها في مجموعة من المهرجانات الدولية، كمهرجان أثينا الدولي ومهرجان بوسطن في فلسطين.

## أعمالها ومساهماتها
قامت جورجينا بالإخراج والمشاركة في مجموعة من الأفلام السينمائية منها:
- فيلم القدس في يوم أخر، عام 2002.
- فيلم تسعة وتسعين يوم، عام 2005.
- فيلم جيران، عام 2008.
- فيلم عيد ميلاد ليلى، للمخرج رشيد مشهراوي، عام 2008.
- فيلم التين والزيتون، عام 2011.
- مسرحية قصص تحت الاحتلال.
- مسرحية محطات في حياة مارتن لوثر كينج، عام 2014.